# Pippi in Taka-Tukaland
Pippi in Taka-Tukaland (Originele titel: Pippi Långstrump på de sju haven) is een Zweedse/Duitse film uit 1970. De film is gebaseerd op Pippi Langkous geschreven door Astrid Lindgren, die ook het scenario voor deze film schreef. De regie was in handen van Olle Hellbom. De televisieserie Pippi Langkous gebaseerd op de boeken liep van 1969 tot 1971. De afleveringen uit het eerste seizoen werden verwerkt in twee films. Die films kregen nog twee vervolgfilms waarvan dit de eerste is. In 1970 werd deze film verwerkt in vier afleveringen voor het tweede seizoen van die televisieserie.
Het gelijknamige boek Pippi in Taka-Tukaland hoort bij de boekenreeks waar deze films en televisieserie op gebaseerd zijn. Deze film is echter geen verfilming van dat boek, want deze hebben twee verschillende verhaallijnen.

## Verhaal
Pippi's buren gaan op vakantie en Pippi belooft om goed op hun kinderen Tommy en Annika te letten. Vervolgens komen ze erachter dat Pippi's vader gevangengenomen is genomen door piraten op Taka-Tukaland, een eiland in de Grote Oceaan. Piratenkapitein Bloed-Barend en zijn stuurman Messen-Jochem willen namelijk het goud van Pippi's vader hebben. Pippi, Tommy en Annika gaan vervolgens op weg om kapitein Langkous te bevrijden.

## Rolverdeling[5]
| Acteur             | Personage                                  | Nederlandse acteur |
| ------------------ | ------------------------------------------ | ------------------ |
| Inger Nilsson      | Pippi Langkous                             | Paula Majoor       |
| Pär Sundberg       | Tommy Settergren                           | Trudy Libosan      |
| Maria Persson      | Annika Settergren                          | Ida Bons           |
| Öllegård Wellton   | Mevrouw Settergren                         | Trudy Libosan      |
| Fredrik Ohlsson    | Meneer Settergren                          | Aart Staartjes     |
| Beppe Wolgers      | Kapitein Efraïm Langkous                   | Paul van Gorcum    |
| Jarl Borssén       | Bloed-Barend                               | Hans Hoekman       |
| Martin Ljung       | Messen-Jochem                              | Aart Staartjes     |
| Marianne Nielsen   | Douglas de papegaai Rosalinda, de papegaai | Onbekend           |
| Alfred Schieske    | Herbergier                                 | Hans Hoekman       |
| Staffan Hallerstam | Marko                                      | Paula Majoor       |
| Wolfgang Völz      | Oscar                                      | Aart Staartjes     |
| Nicolaus Schilling | Kalle                                      | Hans Hoekman       |
| Tor Isedal         | Pedro                                      | Aart Staartjes     |
| Håkan Serner       | Franko                                     | Onbekend           |

## Achtergrond

### Productie

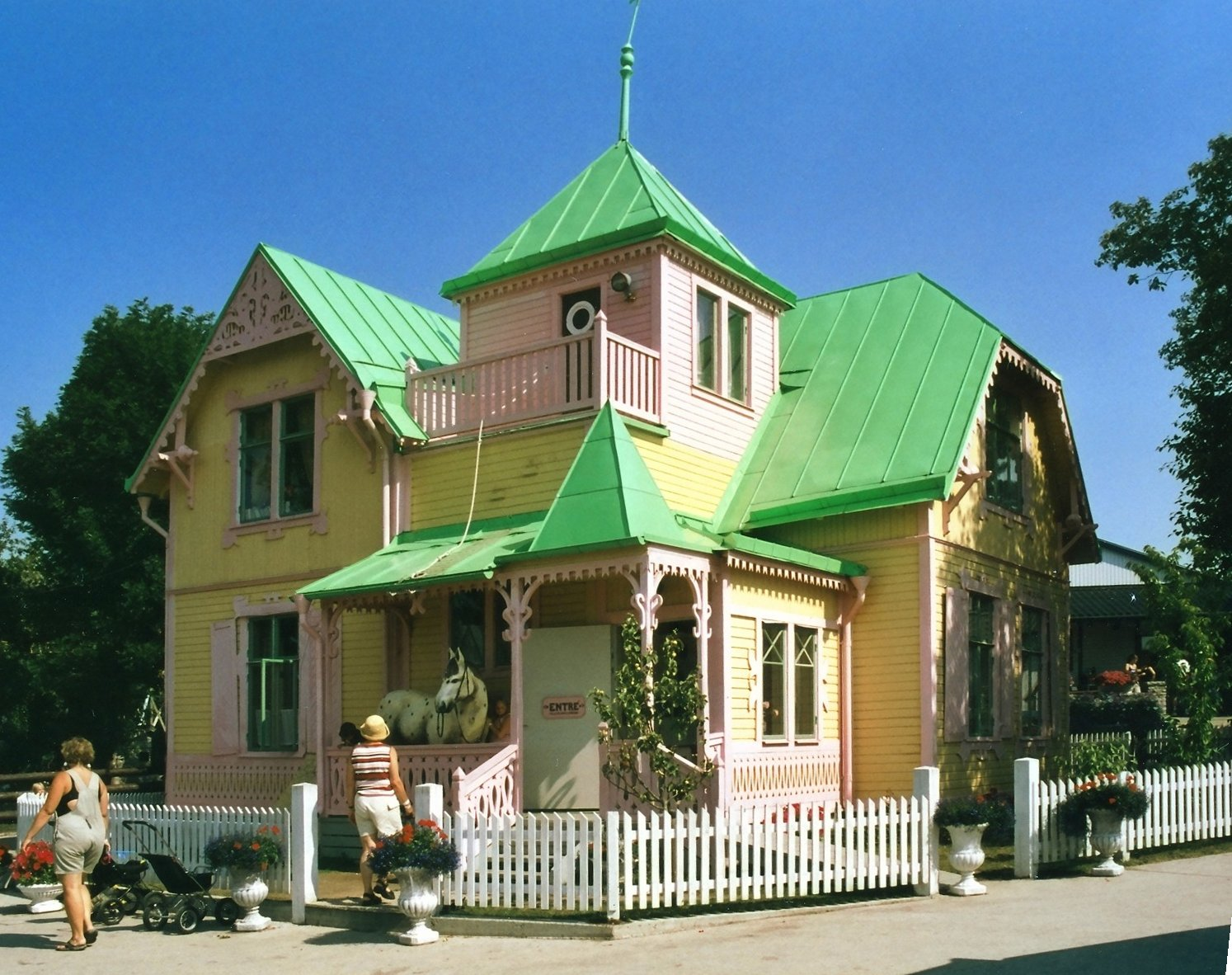
Villa Kakelbont

In 1949 verscheen de eerste verfilming van Pippi Langkous, maar de schrijfster Astrid Lindgren was er niet tevreden mee, onder andere omdat de rol van Pippi Langkous gespeeld werd door de actrice Viveca Serlachius, die toen ongeveer 26 jaar oud was. Ze besloot om voortaan altijd zelf de filmscripts te schrijven van haar boeken, in samenwerking met regisseur Olle Hellbom, die in 1982 overleed.
In 1969 schreef Lindgren de scripts voor dertien afleveringen op basis van haar boeken Deze televisieserie verscheen in 1969 en die dertien afleveringen werden het eerste seizoen van de televisieserie. In datzelfde jaar werden die dertien afleveringen ook verwerkt tot twee langspeelfilms: Pippi Langkous en Pippi gaat van boord. Vervolgens werd in 1969, na het succes van de eerste twee films, deze film geproduceerd, die dient als vervolg op de twee vorige films. De opnames van deze film vonden plaats van 4 augustus 1969 tot 10 december 1969. De binnenopnames werden gemaakt in de Zweedse filmstudio's Filmstaden in Solna en Kungsholmsateljén in Stockholm. De buitenopnames vonden plaats op het Zweedse eiland Gotland en in Vaxholm en bij Fort Vaxholm, andere opnames vonden plaats in Dubrovnik, Kroatië. Ook werd er gefilmd in andere gebieden met name Budva in Montenegro en het eiland Barbados in West-Indië.

### Muziek
De soundtrack werd gecomponeerd door Georg Riedel en Jan Johansson. Het album werd uitgebracht door Philips in 1970 op lp. Hieronder volgen de nummers.
| Nr. | Titel                      | Duur |
| --- | -------------------------- | ---- |
| 1   | "Kom An, Kom An Pirater!"  | 1:43 |
| 2   | "Flaskposten"              | 3:51 |
| 3   | "Sjörövar-Fabbe"           | 2:19 |
| 4   | "Porto Piluse"             | 3:43 |
| 5   | "Skeppsbrutna"             | 4:36 |
| 6   | "Brassa På Med Kanonerna!" | 2:36 |
| 7   | "Kalle Teodor"             | 1:49 |
| 8   | "Är Du Mör Än, Knubbis?"   | 2:38 |
| 9   | "Merja Mojsi"              | 1:13 |
| 10  | "Vatten Å Brö!"            | 2:21 |
| 11  | "I Djupaste Källarhålan"   | 4:05 |
| 12  | "Ut På De Sju Haven"       | 3:30 |

## Homemedia
In 2002 bracht Svensk Filmindustri deze film en het vervolg erop uit op dvd. In 2007 brachten ze opnieuw beide films op dvd uit. Op 4 oktober 2005 verscheen de filmreeks op een dvd-box. Vervolgens bracht Svensk Filmindustri op 3 december 2008 deze film blu-ray uit. Op 27 oktober 2015 bracht Hen's Tooth Video de vier films op blu-ray uit.

## Verschillen tussen de film en de televisieafleveringen
Van de film zijn er vier afleveringen verwerkt voor het tweede seizoen voor de televisieserie. Echter zijn er veel verschillen met de film en de afleveringen. Zo ontbreken er veel scènes bij de film of bij de afleveringen. Bij de film zitten er scènes tussen die in de afleveringen niet te zien waren en sommige scènes van de afleveringen zijn niet in de film te zien. Ook zijn sommige scènes omgedraaid en ontbreekt er bij sommige scènes de achtergrondmuziek..

## Trivia
Papegaai Rosalinda heette in werkelijkheid Douglas. Hij overleed in februari 2019 op 51-jarige leeftijd.